# HD 64067
HD 64067，又名CP-56 1442，SAO 235539、HR 3062，是一颗恒星，视星等为5.59，位于銀經269.26，銀緯-14.91，其B1900.0坐标为赤經7h 46m 57.8s，赤緯-56° -14.91′ 28″。